# David Koenders
David Koenders (Erbach, 4 de octubre de 1997) es un deportista alemán que compite en tiro, en la modalidad de rifle. Ganó una medalla de bronce en el Campeonato Mundial de Tiro de 2022, en la prueba de rifle en 3 posiciones 50 m mixto.

## Palmarés internacional
| Campeonato Mundial | Campeonato Mundial | Campeonato Mundial | Campeonato Mundial            |
| Año                | Lugar              | Medalla            | Prueba                        |
| ------------------ | ------------------ | ------------------ | ----------------------------- |
| 2022               | El Cairo (Egipto)  | Medalla de bronce  | Rifle 3 posiciones 50 m mixto |